# مارك كوهن (صحفي)
مارك كوهن (بالإنجليزية: Mark Cohen)‏ هو صحفي نيوزلندي، ولد في 26 نوفمبر 1849، وتوفي في 3 مارس 1928.